# Címerkönyv

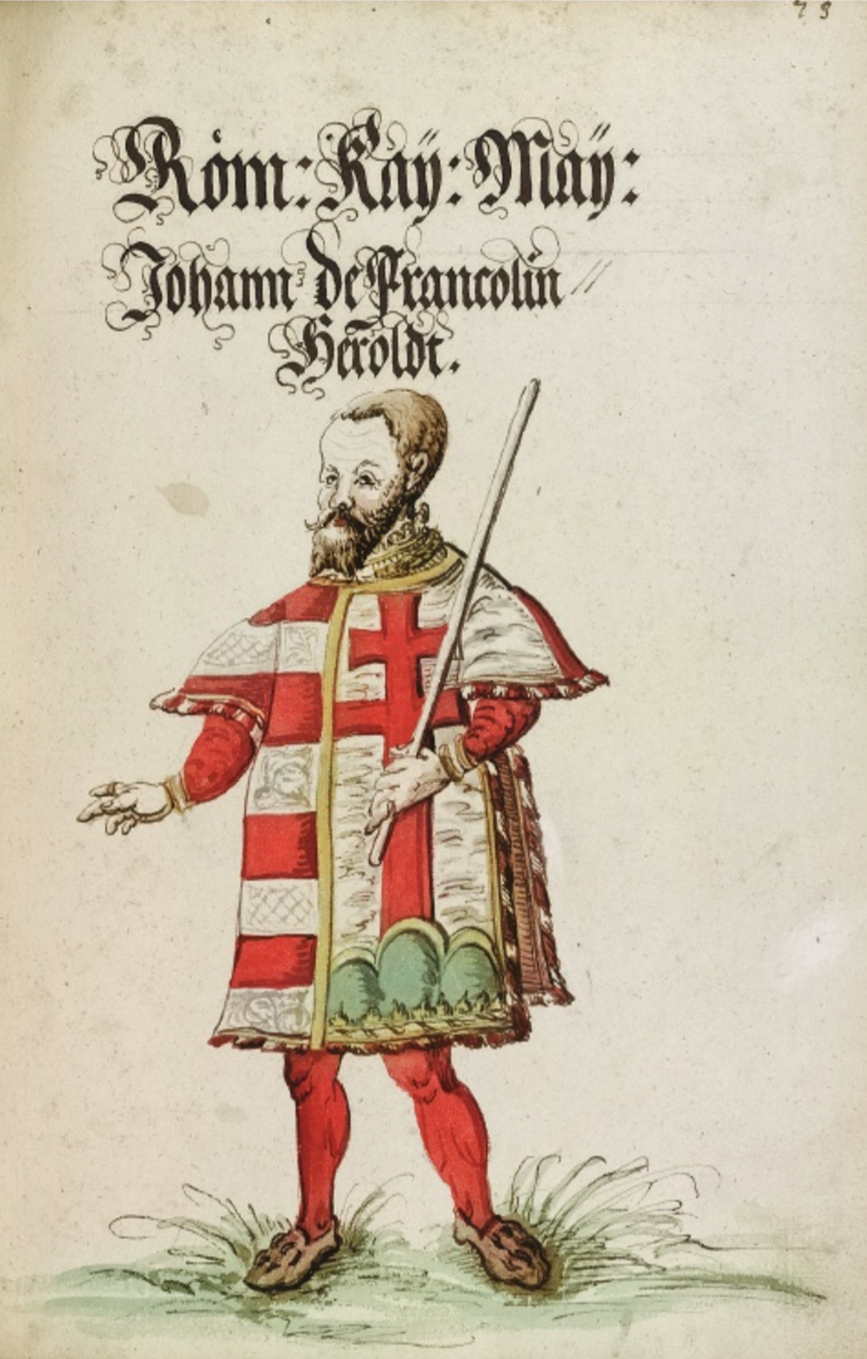
Johann von Francolin magyar herold, kép egy prágai címerkönyvből, 1563

A címerkönyvek a heroldok által szerkesztett címeres könyvek, melyek célja az volt, hogy összeállítója nyilvántarthassa benne a hatásköre alá tartozó címerviselők címereit. Nagyrészt rang vagy földrajzi terület szerint rendszerezett címergyűjtemények. Két fő csoportjuk van. azok, melyek csak leírják a címert és azok, melyekben a címerek le vannak festve. Ha az ábra fekete-fehér, a színeket szóban jelölték. Mindkét csoportból a legrégibb példányok a 13. századból származnak, bár a szóbeliek esetében már a 12. század végén is számolhatunk címerkönyvekkel.
Névváltozatok:
czimeres lajstromkönyv (Turul 1908/2. 51.), címeres könyv, címergyűjtemény
 
nl: wapenboek, en: armorial, pl: herbarz, es: el armorial, da: våbenbog, de: Wappenbuch, cs: erbovník

Rövidítések

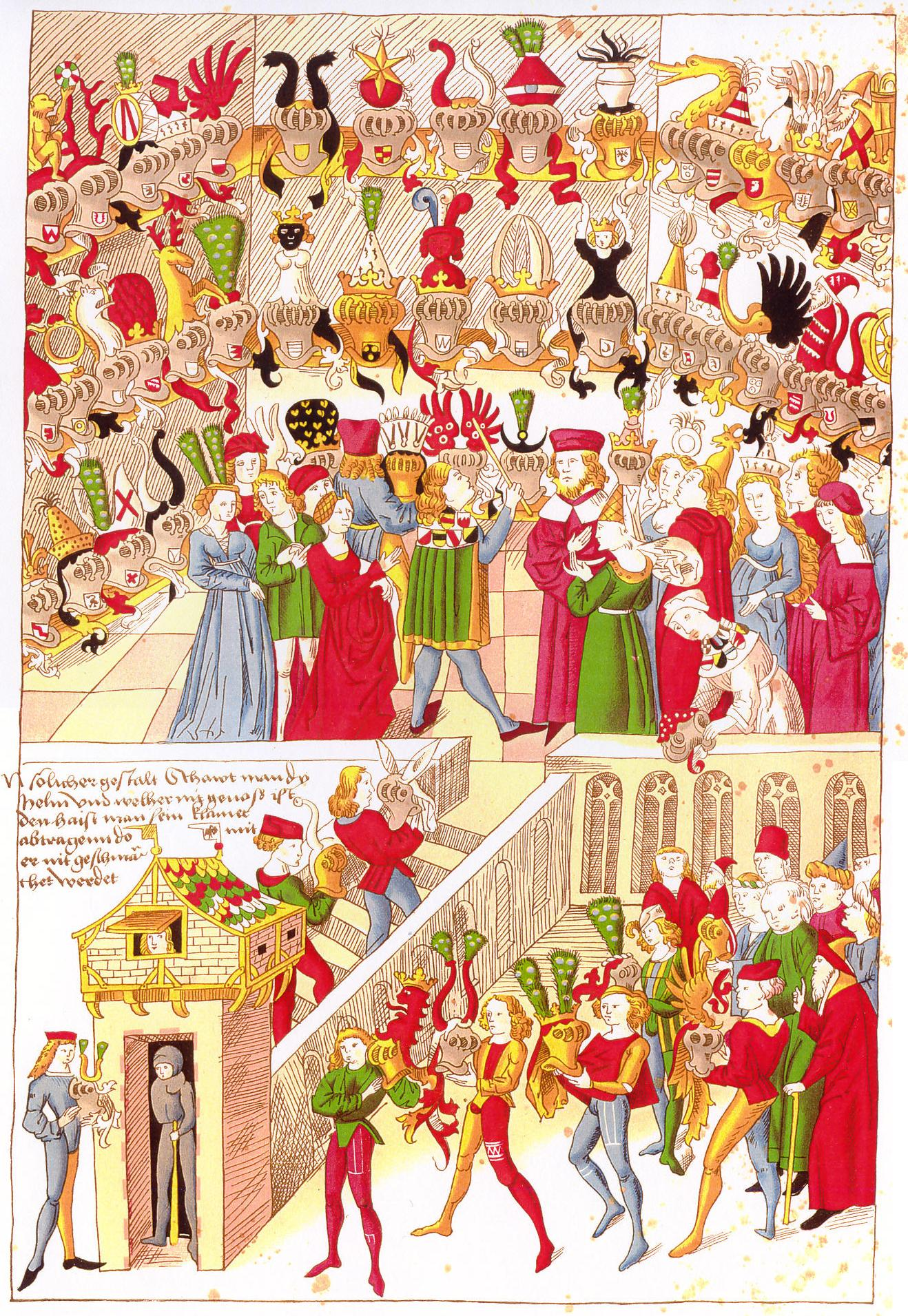
Címerszemle, illusztráció Conrad Grünenberg 15. századi címerkönyvéből

Általában színes, könyv alakú kéziratos művek voltak, a könyvnyomtatás kora előtt. Ismertek nyomtatott címeres könyvek is, melyekben különféle színjelölési módszereket használnak. Terjedelmük néhány laptól a többkötetes nagyságig előfordul. Néha nagyon korai másolatuk is készült. Előfordult, hogy az új címereknek is helyet hagytak benne és folyamatosan bővítették. Így egyfajta címerregiszter jött létre, melyek legismertebb változata az angol ordinary. A címerkönyvekkel egykorú címerregiszterek voltak a címertekercsek.
A legrégibb valószínűleg Heinrich von Veldek (vagy Veldeke) műve az 1180-as évekből. A legismertebb címerkönyvek Gelre herold címerkönyve, Conrad Grünenberg címerkönyve, kitűnő címeres miniatúrákat tartalmaz a Codex Manesse. Mindezeknek magyar vonatkozásaik is vannak. További címerkönyv magyar szempontból:  S. Christophi am Arlperg Bruderschaftsbuch (ismertetése: br. Pettenegg Gaston, Adler Jahrbuch, 1871 és 1872; H. G. Ströhl: Heraldischer Atlas, Stuttgart 1909; Herzberg-Fränkel: Das Bruderschatfs- und Wapenbuch von St. Christophi am Arlberg, MIöG VI-Erg. 1901). A Doaueschinger Wappenbuch (1433-ból) tartalmazza Zsigmond császár és a korabeli fejedelmek, a Habsburg-tartományok, a lovagi tornák résztvevőinek címereit. A Fugger'scher Ehrenspiegel (1555-ből) körülbelül 30 ezer festett címerrel és pecséttel ellátott többkötetes mű. Kéziratát a drezdai szász tartományi könyvtár őrzi. Az első hat kötet eredeti másolata Bécsben található.
A magyar címergyűjteményeket Bárczay Oszkár sorolta fel. A fontosabbak a Korjenity-Neority-féle raguzai címergyűjtemény, mely Thallóczy szerint (Turul, 1888) a XV. század végéről való. Egyéb magyar címergyűjtremények: a Zichy-album (az 1596-1679 közti évekből), a Fejérváry Károly-féle címergyűjtemény, melynek kézirata a Magyar Nemzeti Múzeumba került, az Adami Mihály-féle Scuta gentiltia, a Rajcsányi-féle címergyűjtemény és a Béldi István-féle címergyűjtemény ugyanott, a Haller grófok nemzetségkönyve (ismertette Szádeczky-Kardoss Lajos és Boncz Ödön (Turul, 1886, 105-123., Turul 1886, 1-11.).